# Malenski Vrh
Malenski Vrh este o localitate din comuna Gorenja vas - Poljane, Slovenia, cu o populație de 53 de locuitori.